# Ještěd (obchodní dům)
Ještěd byl původní název obchodního domu postaveného v letech 1970–1979 v dolním centru města Liberce. Stavba byla v roce 2009 přes protesty zbourána a na témže místě postaveno nové obchodní a zábavní centrum Forum Liberec.

## Poloha
Obchodní dům se nacházel v prostoru mezi Soukenným náměstím a libereckým Domem kultury. Ze západu jej vymezovala ulice Jánská a z východu potom blok domů, který byl později v souvislosti s výstavbou centra Forum Liberec stržen. Obchodní dům stál v prostoru samotného středu společenského života města Liberce.

## Popis stavby
Objekt podle návrhu architektů Karla Hubáčka a Miroslava Masáka ze studia SIAL. Inspirovaly se některými dalšími obory, např. sociologií a psychologií a architekturou v jiných zemích, včetně tradiční architektury mimo Evropu. Značný podíl na finální podobě měla také tzv. „školka SIAL“.
Nápadné bylo především barevné řešení vnějšího pláště tvořené tmavohnědým pláštěm z ocelového plechu opatřeného atmofixovým povrchem a sytě žlutých dlaždiček, které byly do tehdejší ČSSR dovezeny ze zahraničí. Jejich užití bylo zvoleno pro zvýšení barevné pestrosti lokality.
Interiér obchodního domu byl uspodářán organicky, ale bez nějakého konkrétního členění nebo jasně určeného systému. Syté barvy, které byly typické pro tehdejší dobu a její architekturu, byly uplatněny např. v interiéru některých vináren nebo restaurací.
Obchodní dům byl rozčleněn na tři celky A, B a C, každý měl své využití podle toho, jaký konkrétní sortiment zde měl být prodáván. Půdorys tvořily protáhlé šestiúhelníkové celky, které byly uspořádány do několika clusterů. 
Plochy obchodního domu nebyly jen obchodní, stály zde i různé kavárny, vyhlídkové terasy a vyhlídková věž.

## Historie

### Projekt

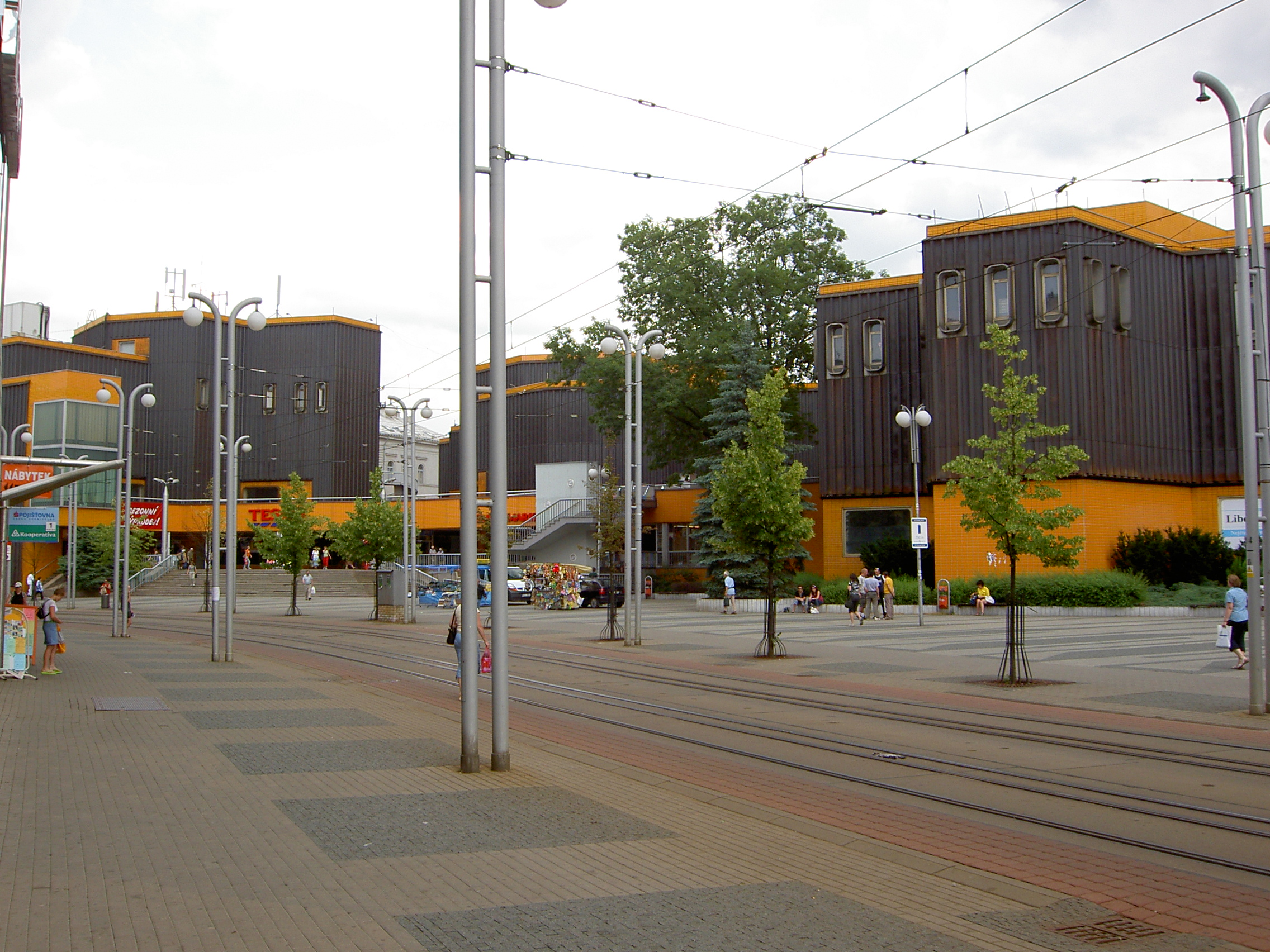
Pohled na obchodní dům od Nisy

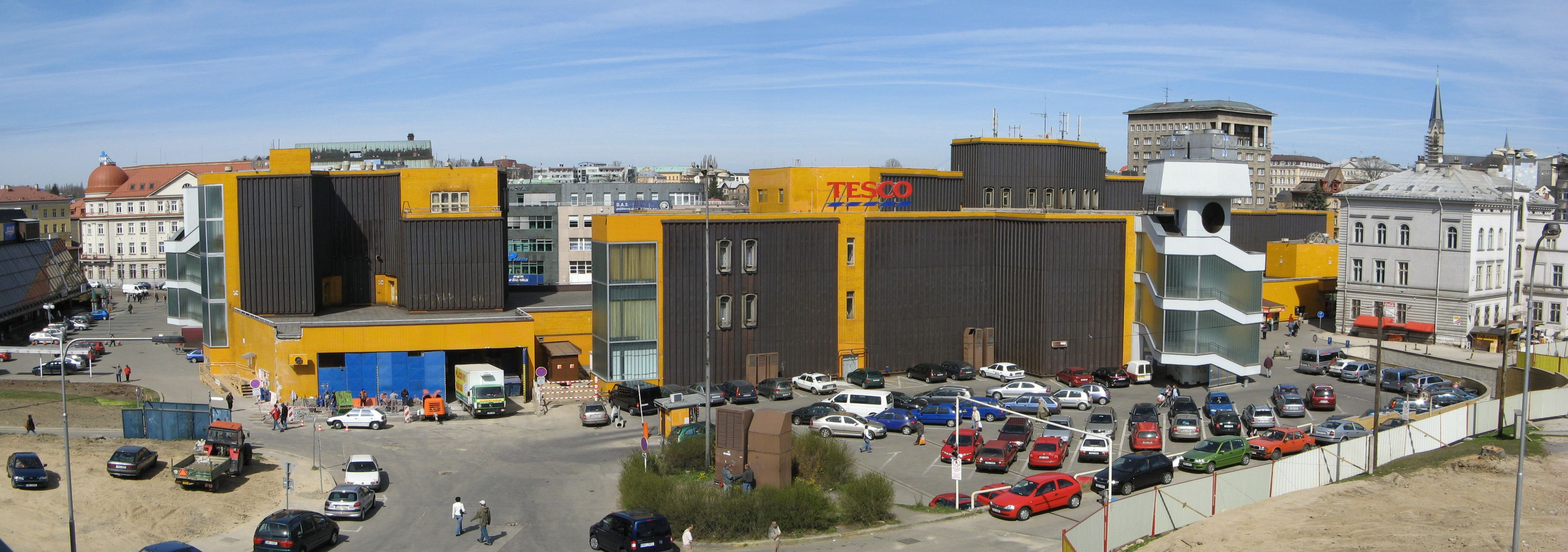
Pohled zezadu z parkovacího domu vedle Terminálu MHD

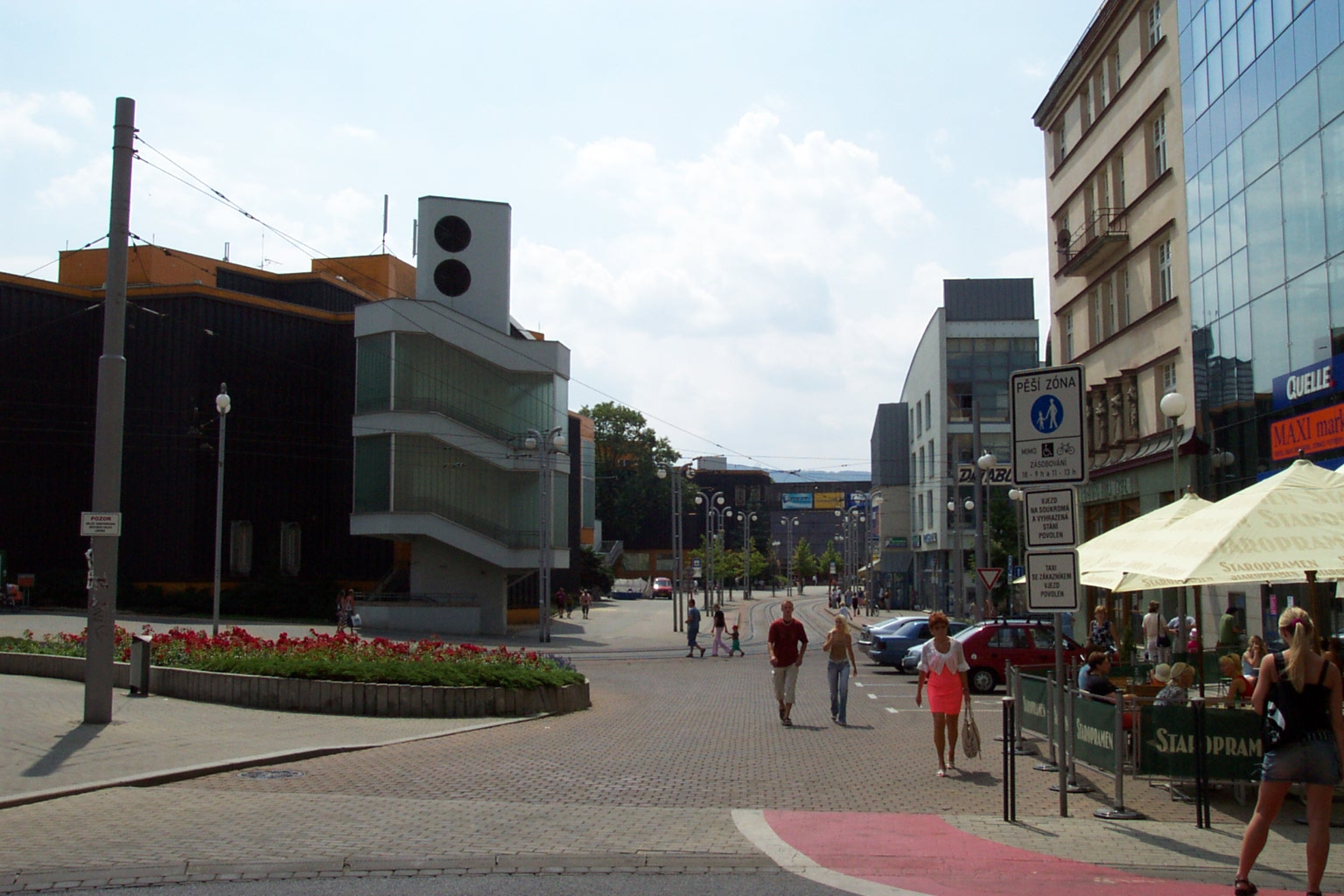
OD Ještěd od Soukenného náměstí v roce 2006.

Již od druhé světové války existovaly projekty na přestavbu centra Liberce. Plán, který byl vypracován německými úřady během anexe pohraničí k nacistickému Německu nebyl uskutečněn, nicméně v jeho mezích se pohybovaly i projekty přestavby města v 50. letech 20. století v duchu socialistického realismu. Postupně se zde formovala vize servisního centra, které měl zahrnovat nejen moderní obchodní dům ale také i dům kultury a další. Uskutečněna byla soutěž na výstavbu obchodníoh domu i s vítězem, nicméně nic z toho nebylo uskutečněno. Pro další rozvoj Liberce a výstavbu nových staveb byla do jisté míry ranou i reorganizace státu na 10 krajů, kdy se krajské město přesunulo do Ústí nad Labem a tedy bylo nezbytné provádět významnější investice právě tam, nikoliv v Liberci.
V roce 1961 byla městem vypsána architektonická soutěž na stavbu nového obchodního domu, který měl uzavřít jižní stranu Soukenného náměstí. V původním projektu se počítalo s nepříliš specifikovaným objektem čtvercového půdorysu. Teprve až po architektonickém sympoziu z roku 1966 a projektu v roce 1968 se začala konkrétněji objevovat finální podoba budovy a především půdorys v podobě spojených šestiúhelníků. Počítal původně s myšlenkou čtvercového půdorysu doplněného dalšími geometrickými tvary (vzájemně se překrývajícími), touto vizí se inspiroval na výstavě Expo 67 a především u izraelského pavilonu. Konstrukce tedy byla nakonec založena na čtvercových blocích a diagonálně byly umístěny příčky, které vytvořily půdorys v podobě šestiúhelníků. Finální návrh počítal s konkrétním využitím jednotlivých ploch, určení pro prodej konkrétního sortimentu, ale i pro různé akce, jakými měly být módní přehlídky, výstavy nábytku a další. Novinkou byly vytápěné terasy, které počítaly s chladnějšími klimatickými podmínkami v Liberci.

### Výstavba
Prvním krokem k jeho výstavbě bylo zrušení tramvajové trati mezi Rochlicí a Růžodolem I roku 1960, kterou nahradily městské autobusy a vybudování kanalizace ve vybraném prostoru. Demolicí původních objektů se získal pozemek o rozloze 18 200 m2. Stavební práce na novém obchodním domě byly zahájeny roku 1968
O rok později se kameny ze staveniště použily během nepokojů při prvním výročí okupace ČSSR vojsky Varšavské smlouvy.
Hlavním investorem bylo Ministerstvo vnitřního obchodu a později se do projektu zapojilo několik dalších státních firem. Komplikací stavby byla nosnost základové půdy podmáčené kolem tekoucí Lužickou Nisou. Tento problém vyřešil dodavatel tak, že ocelový skelet stavby založil na studních. Problémy se objevovaly i ve vztazích s dodavateli a tak se doba realizace proti původním dvěma let postupně prodlužovala.
Požadavkem sdružení devíti investorů (největším byl obchodní podnik TEXTIL LIBEREC) byla v podstatě stavba tří samostatných obchodních domů vedle sebe spojených průchody v přízemí a terasami v patře. Tyto tři pavilony měly společnou jen expedici a suterénní sklady. První z těchto pavilonů – A – byl dán do provozu 1. prosince 1978 a zbylé dva – B a C – 16. července 1979. Obchodní dům patřil svou prodejní plochou 8000 m2 k největším takovým zařízením své doby v celé ČSSR.

### Provoz
Názory obyvatel města na dokončenou stavbu se značně lišily. Část obyvatel považovala dům za zajímavý, část za vyloženě ošklivý a do centra města se nehodící. Byl vnímán také jako symbol svého režimu, ačkoliv projekt byl inspirován architekturou mimo tehdejší východní blok. 
Skutečností však je, že obchodní dům byl společně s libereckou radnicí a horským hotelem Ještěd objektem nejčastěji prezentovaným na pohlednicích, v knihách a na dalších propagačních materiálech. V červnu 1992 převzala objekt společnost K-mart, od konce dubna 1996 jej vlastnila společnost Tesco Stores ČR. Noví majitelé provedli v interiéru mnohé přestavby, které měly dům přiblížit potřebám moderního prodeje zboží. Během těchto přestaveb zmizela například originální prodejna tabáku ve tvaru krabičky od zápalek.

### Demolice

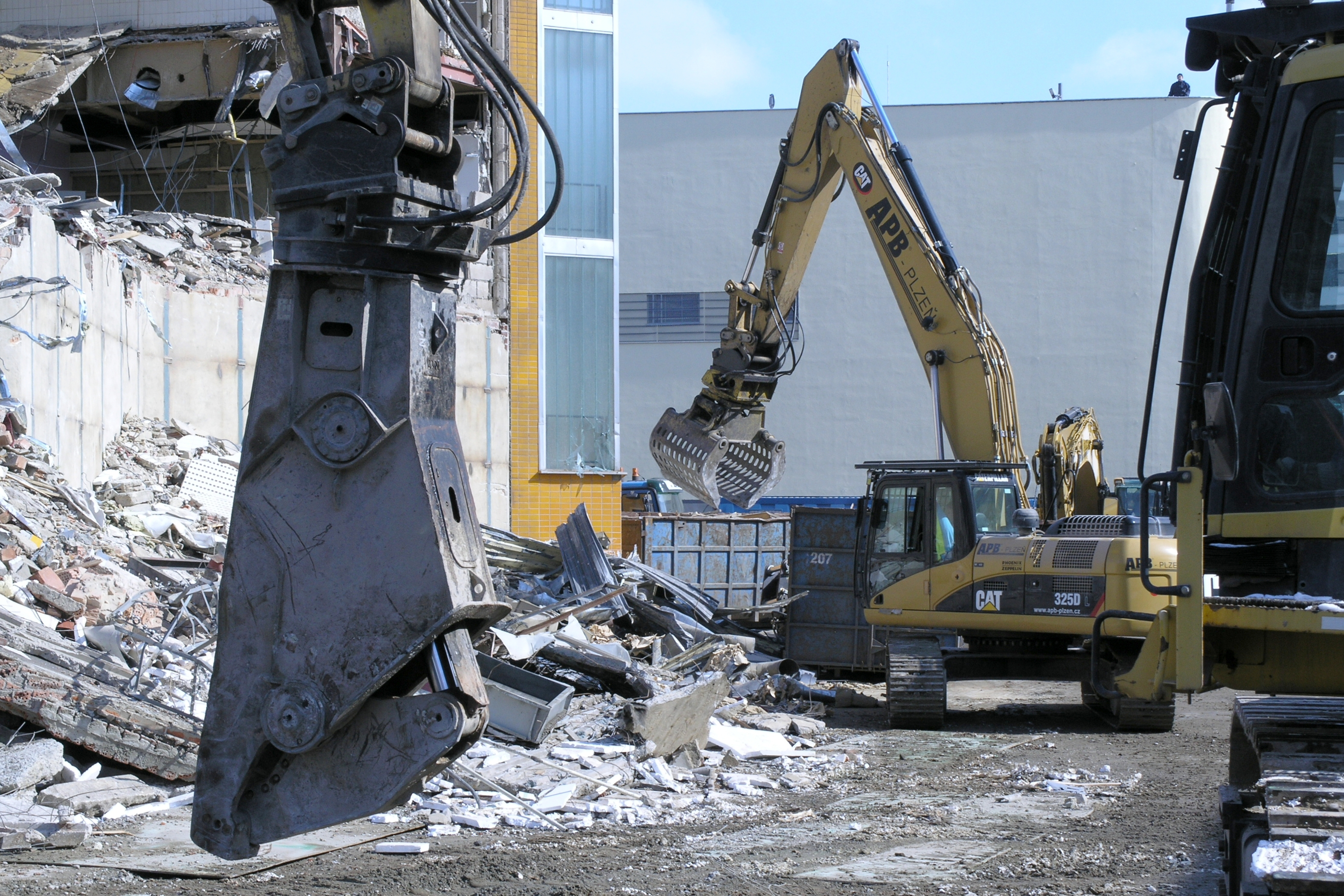
Demolice v březnu 2009

Společenské změny po roce 1989 zcela proměnily kulturu nakupování. Změna zvyklostí a potřeb znamenala pro obchodní dům Ještěd citelnou ránu, protože velmi rychle koncept tohoto obchodního domu zastaral. Již od poloviny 90. let 20. století se začala otevírat diskuze o zbourání objektu. Roku 2005 začala být tato skutečnost diskutována i libereckým magistrátem, a to v souvislosti přímo se společnostmi, které toto měly zrealizovat. Byla podána petice.
Návrh na zbourání Ještědu a jeho nahrazení moderním obchodním a zábavním centrem rozdělil odbornou i laickou veřejnost. Proti demolici se uskutečnilo i několik protestů. Obráncům stavby se nepodařilo prosadit ani jeden z návrhů na její vyhlášení kulturní památkou, a to i přes řadu dopisů a několik desítek odborníků, kteří se postavili za její zařazení do seznamu nemovitých kulturních památek. Zápis inicoval Jiří Suchomel, v dané době proděkan Fakulty architektury Liberecké univerzity  Proto získala holandská společnost MultiDevelopment společně s Tescem souhlas s jejím zbouráním a postavením nového obchodního centra Forum Liberec podle plánů architekta Radima Kousala. 
Nejprve byl v těsném sousedství Ještědu postaven nový komplex budov, do kterého se Tesco během několika málo dní přestěhovalo. Teprve potom byla zahájena demolice starého obchodního domu. Demolice probíhala od března do května 2009. Předpokládané dokončení bylo stanoveno na podzim roku 2010. Během demolice byly některé detaily obkladů a interiéru sňaty pracovníky Národního technického muzea pro uschování.
Hlavními nedostatky OD Ještěd byla velká rozloha obchodně nevyužitelných průchodů a teras a zcela nedostatečné parkoviště s kapacitou pouhých 50 míst.

## Obchodní dům v umění
Do obchodního domu zasadil v roce 2006 několik scén svého filmu Grandhotel režisér David Ondříček.
V roce 2012 složil rapper Paulie Garand píseň s názvem Pavučina lží. V ní i v k ní následně natočeném videoklipu vzdal hold architektu Karlu Hubáčkovi a právě i již zbouranému Obchodnímu domu Ještěd.
Zbourání obchodního domu fotograficky zachytil Jiří Jiroutek ve své publikaci a výstavě s názvem „Už nejdu do Ještědu.“.